# Supercopa d'Europa de futbol 2018
La Supercopa d'Europa 2018 fou la 43a edició de la Supercopa de la UEFA, un partit de futbol anual organitzat per la UEFA i disputada pels campions de les dues principals competicions europees de clubs, la Lliga de Campions de la UEFA i la Lliga Europa de la UEFA.
El partit el varen disputar el Reial Madrid, campió de la Lliga de Campions de la UEFA 2017–18, i l'At. Madrid, campió de la Lliga Europa de la UEFA 2017-2018.
Es va jugar a l'Estadi Lilleküla de Tallinn, Estònia. L'At. Madrid va guanyar el partit, a la pròrroga, per 4-2.

## Partit

### Detalls
| Reial Madrid CF              | 2–4 (pr.) | Atlètic de Madrid                    |
| ---------------------------- | --------- | ------------------------------------ |
| Benzema 27' · Ramos 63' (p.) | Informe   | Costa 1', 79' · Saúl 98' · Koke 104' |

| R. Madrid | At. Madrid |

| GK              | 1  | Keylor Navas      |       |      |
| RB              | 2  | Dani Carvajal     |       |      |
| CB              | 4  | Sergio Ramos (c)  | 112'  |      |
| CB              | 5  | Raphaël Varane    |       |      |
| LB              | 12 | Marcelo           | 54'   |      |
| DM              | 14 | Casemiro          |       | 76'  |
| CM              | 8  | Toni Kroos        |       | 102' |
| CM              | 22 | Isco              |       | 83'  |
| RF              | 11 | Gareth Bale       |       |      |
| CF              | 9  | Karim Benzema     |       |      |
| LF              | 20 | Marco Asensio     | 35'   | 57'  |
| Suplents:       |    |                   |       |      |
| GK              | 13 | Kiko Casilla      |       |      |
| GK              | 26 | Andriy Lunin      |       |      |
| DF              | 6  | Nacho             |       |      |
| DF              | 29 | Sergio Reguilón   |       |      |
| DF              | 31 | Javier Sánchez    |       |      |
| MF              | 10 | Luka Modrić       | 101'  | 57'  |
| MF              | 18 | Marcos Llorente   |       |      |
| MF              | 24 | Dani Ceballos     | 90+1' | 76'  |
| MF              | 27 | Federico Valverde |       |      |
| FW              | 17 | Lucas Vázquez     |       | 83'  |
| FW              | 21 | Borja Mayoral     |       | 102' |
| FW              | 28 | Vinícius Júnior   |       |      |
| Entrenador:     |    |                   |       |      |
| Julen Lopetegui |    |                   |       |      |

| GK                                                        | 13 | Jan Oblak         |        |       |
| RB                                                        | 20 | Juanfran          |        |       |
| CB                                                        | 15 | Stefan Savić      |        |       |
| CB                                                        | 2  | Diego Godín (c)   |        |       |
| LB                                                        | 21 | Lucas Hernández   |        |       |
| RM                                                        | 11 | Thomas Lemar      |        | 90+1' |
| CM                                                        | 14 | Rodri             |        | 71'   |
| CM                                                        | 8  | Saúl Ñíguez       |        |       |
| LM                                                        | 6  | Koke              |        |       |
| CF                                                        | 19 | Diego Costa       | 62'    | 109'  |
| CF                                                        | 7  | Antoine Griezmann |        | 57'   |
| Suplents:                                                 |    |                   |        |       |
| GK                                                        | 1  | Antonio Adán      |        |       |
| GK                                                        | 37 | Alex Dos Santos   |        |       |
| DF                                                        | 3  | Filipe Luís       |        |       |
| DF                                                        | 4  | Santiago Arias    |        |       |
| DF                                                        | 24 | José Giménez      |        | 109'  |
| MF                                                        | 5  | Thomas Partey     |        | 90+1' |
| MF                                                        | 23 | Vitolo            | 105+3' | 71'   |
| MF                                                        | 30 | Roberto Olabe     |        |       |
| FW                                                        | 9  | Nikola Kalinić    |        |       |
| FW                                                        | 10 | Ángel Correa      | 60'    | 57'   |
| FW                                                        | 18 | Gelson Martins    |        |       |
| Entrenador:                                               |    |                   |        |       |
| Germán Burgos, en substitució del sancionat Diego Simeone |    |                   |        |       |

| Àrbitres assistents: Paweł Sokolnicki (Polònia) Tomasz Listkiewicz (Polònia) Quart àrbitre: Ovidiu Hațegan (Romania) Àrbitres assistens addicionals: Paweł Raczkowski (Polònia) Tomasz Musiał (Polònia) Àrbitre assistent suplent: Radosław Siejka (Polònia) | Regles del Partit - 90 minuts. - 30 minuts de pròrroga si calgués - Tanda de penals en cas que continuï l'empat. - Dotze suplents a la banqueta. - Un màxim de tres canvis durant el partit, i un quart canvi addicional a la pròrroga. |

| Supercopa d'Europa 2018        |
| ------------------------------ |
|                                |
| Atlètic de Madrid Tercer títol |